# Шимало Роман Олександрович
Рома́н Олекса́ндрович Шимало (1 серпня 1994, м. Львів — 4 березня 2022, м. Маріуполь) — солдат підрозділу ОЗСП «Азов», учасник російсько-української війни, що загинув у ході російського вторгнення в Україну в 2022 році.

## Життєпис
Народився 1 серпня 1994 року в м. Львові.
На момент російського вторгнення в Україну проходив службу в ОЗСП «Азов» на посаді старшого кулеметника 1-го взводу оперативного призначення 3-ї роти оперативного призначення 1-го батальйону оперативного призначення.
Загинув 4 березня 2022 року в боях з російськими окупантами під час оборони м. Маріуполя.

## Нагороди
- орден «За мужність» III ступеня (2022, посмертно) — за особисту мужність і самовіддані дії, виявлені у захисті державного суверенітету та територіальної цілісності України, вірність військовій присязі, зразкове виконання службового обов'язку.